# Pont de Deh Cho
Le pont de Deh Cho est un pont traversant le fleuve Mackenzie près de Fort Providence, dans les Territoires du Nord-Ouest, au Canada. Inauguré le 30 novembre 2012, il porte la route de Yellowknife (route 3) et il s'agit du premier pont traversant le fleuve Mackenzie et le premier lien fixe entre la région du Slave Nord et l'Alberta.

## Historique
Avant la construction du pont, la région du Slave Nord assurait une liaison à l'aide du traversier Merv Hardie l'été et d'un pont de glace l'hiver. C'est à partir des années 1960 que les discussions concernant la construction d'un pont sur le fleuve Mackenzie ont commencé.
C'est finalement en 2003, grâce à une analyse effectuée par le ministère des Transports du Canada, que l'Assemblée législative des Territoires du Nord-Ouest a adopté la Loi concernant le pont de Deh Cho. D'abord estimé à 55 millions de dollars en 2002 par le protocole d'intention, l'appel d'offre de 2005 a établi le coût des travaux à 179 millions. Le gouvernement des Territoires du Nord-Ouest a alors mis alors le projet en suspens.
En mars 2007, le gouvernement a fixé un nouveau plafond pour le projet, 150 millions de dollars. En septembre 2007, le ministre des Transports a signé une entente de concession au nom du gouvernement territorial avec la Deh Cho Bridge Corporation (DCBC), une entité constituée en 2002 en personne morale et chargé du projet du pont dont les deux premiers actionnaires sont la Première Nation des Dénés et le Conseil des Métis.
La construction du pont a débuté en juin 2008; on estimait alors le coût du projet à 165 M$. Sa réalisation était prévue pour l'automne 2010.
Un pont temporaire a été construit sur chaque rive afin de faciliter la construction des huit piliers du pont. En avril 2009, les quatre piliers près de la rive sud ont été installés.
Le 28 juillet 2009, une conférence de presse annonçait un retard des travaux puisqu'on réévaluait la conception du projet.
En janvier 2010, on a retiré le rôle de maître d'œuvre à Atcon Construction, une entreprise basée à Miramichi au Nouveau-Brunswick. La conception du pont ayant été revue en novembre de l'année précédente à la suite de diverses problématiques, les principaux partis n'ont pu arriver à une entente.
C'est en février 2010 que les prêteurs ont déclaré que la DCBC était en défaut. Le coût du projet étant alors estimé à 182 millions de dollars, l'Assemblée législative a décidé d'assumer la dette de la DCBC et a demandé à la vérificatrice générale du Canada d’examiner le projet. En mars 2010, les quatre autres piliers ont été installés; le pont était alors complété à 50 %.
En mars 2010, on a annoncé que le nouveau maître d'œuvre du chantier était Ruskin Construction, une compagnie de Colombie-Britannique qui avait déjà participé à la première phase du projet. On a demandé également à Associated Engineering de surveiller le développement du projet. Deux importants fabricants ont été sélectionnés en mars afin de réaliser la structure et se sont partagé un contrat de 26 millions de dollars, soit :
- La compagnie Structal-ponts, une filiale du Groupe Canam située au Québec qui était chargée des poutres en treillis, des appareils d'appui et des joints de dilatation modulaires[9] ;
- La compagnie Rapid-Span Structures, située à Armstrong en Colombie-Britannique, qui était chargée de produire les tours d'acier de la section à haubans (section centrale)[10].

Les coûts du projet étaient alors estimés à un total entre 185 et 192 M$.
Des retards dans la livraison de l'acier ont ensuite amené la fin des travaux jusqu'en novembre 2011. Ce n'est finalement qu'en date du 30 novembre 2012 que le pont a été ouvert à la circulation.

## Détails
- Construction : 2008-2011
- Inauguration : 30 novembre 2012
- Type : Pont en treillis (travée centrale à haubans)
- Longueur totale : 1 045 m
- Hauteur libre navigable : 27,2 m[13]
- Hauteur libre routière : 7,4 m
- Masse totale de la structure : 49 923 t
- Nombre de voies : 2
- Nombre de piliers : 8 (conçus pour briser les glaces de la débâcle du fleuve Mackenzie au printemps[14])

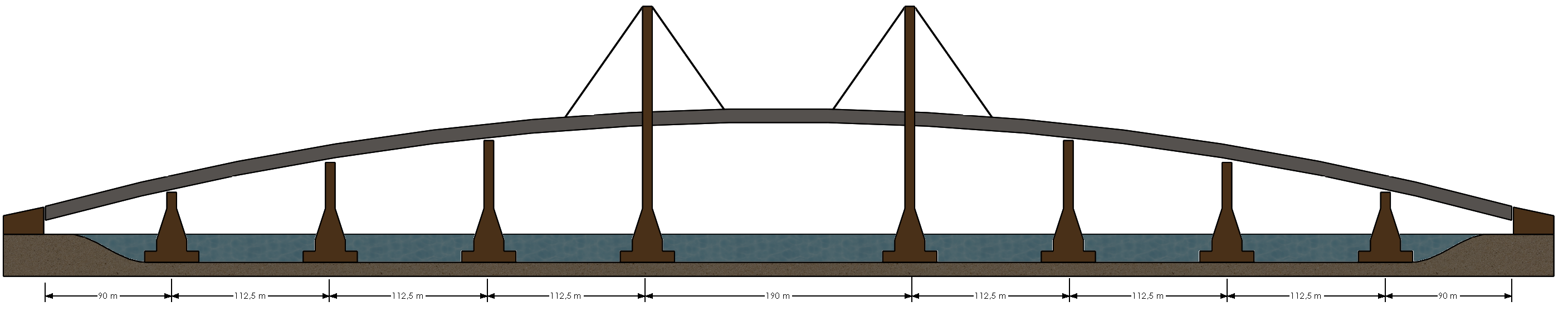
Schéma du pont tel que présenté en 2012

- Plus longue travée : 190 m